# Onde Brilhem os Olhos Seus
Onde Brilhem os Olhos Seus é o primeiro álbum solo de Fernanda Takai, vocalista da banda brasileira de música pop Pato Fu.

## Descrição
Lançado pela Do Brasil Discos e distribuído pela Tratore, o CD é totalmente dedicado ao repertório cantado por Nara Leão, com composições de Chico Buarque, Gilberto Gil, Zé Kéti, Caetano Veloso, Tom Jobim, Vinícius de Moraes, Roberto Carlos e Erasmo Carlos, dentre outros grandes nomes da música brasileira. A direção artística do projeto foi feita por Nelson Motta, a produção ficou a cargo de John Ulhoa que, juntamente com Lulu Camargo, fez todos os arranjos. Por fim, Roberto Menescal faz uma participação especial tocando guitarra em "Insensatez".
A idéia surgiu justamente da cabeça de Nelson Motta, que enviou um e-mail para a Fernanda contando sobre o seu desejo de ver (e produzir) um projeto no qual a vocalista do Pato Fu interpretaria Nara Leão. A idéia calhou e John Ulhoa, além de produzir, fez as guitarras que, entre outros, deram uma roupagem nova às treze canções do álbum, gravadas no estúdio "caseiro" do casal, o 128 Japs. Em 2008, a banda caiu na estrada, realizando alguns shows: além de John e Fernanda Takai, o baixista Thiago Braga e a baterista/percussionista Mariá Portugal.
O disco já recebeu uma vasta coleção de críticas favoráveis em jornais e revistas de todo o país, dentre elas a do jornalista e crítico musical carioca Mauro Ferreira e a da Associação Paulista de Críticos de Arte. Fernanda, apesar de ter afirmado que sua prioridade em 2008 é o Pato Fu, que continua em turnê, deve começar a fazer shows desse repertório no início do próximo ano. No Japão, o disco de Fernanda vai ser lançado pela Taiyo Record.
O primeiro single foi Diz que Fui por Aí;
O segundo single, a música Trevo de Quatro Folhas, foi incluído na trilha sonora da novela Ciranda de Pedra da Rede Globo.

## Faixas
1. "Diz que Fui por Aí" (Zé Ketti/Hortênsio Rocha) – 2:34
2. "Lindonéia" (Caetano Veloso) – 2:11
3. "Com Açúcar, com Afeto" (Chico Buarque) – 3:54
4. "Luz Negra" (Nelson Cavaquinho/Amâncio Cardoso) – 2:30
5. "Debaixo dos Caracóis dos Seus Cabelos" (Roberto Carlos/Erasmo Carlos) – 3:49
6. "Insensatez" (Tom Jobim/Vinícius de Moraes) – 3:36
7. "Odeon" (Ernesto Nazareth/Vinicius de Moraes) – 2:59
8. "Seja o Meu Céu" (Robertinho de Recife/Capinam) – 3:20
9. "Estrada do Sol" (Tom Jobim/Dolores Duran) – 1:59
10. "Trevo de Quatro Folhas" (versão: Nilo Sérgio; música: Mort Dixon/H. Woods) – 1:59
11. "Descansa Coração" (versão: Nelson Motta; música: Vitor Young/Ned Washington) – 3:08
12. "Canta, Maria" (Ary Barroso) – 2:34
13. "Ta-hi" (Joubert de Carvalho) – 0:53

## Créditos
- Vocais – Fernanda Takai.
- Backing vocal – John Ulhoa, Lulu Camargo.
- Guitarra, Baixo, Violão, Teclados, Programações – John Ulhoa.
- Piano, Teclados, Programações – Lulu Camargo.
- Participação especial de Roberto Menescal, guitarra em "Insensatez"
- Produzido por John Ulhoa
- Direção Artística: Nelson Motta
- Arranjos: John Ulhoa e Lulu Camargo
- Coordenação Executiva: Patricia Tavares
- Produção Executiva: Aida Lage
- Assistente de Produção: Rebeca Borges
- Projeto Gráfico: Andrea Costa Gomes
- Produção Gráfica: Bete Oliveira
- Fotos: Fabiana Figueiredo e Pierre Devin
- Beauty: Silvana Gurgel
- Figurino: Ronaldo Fraga
- Gravado e Mixado por John Ulhoa no Estúdio 128 Japs, Belo Horizonte.
- Masterizado por Carlos Freitas no Classic Master, São Paulo .